# Catedral de San Juan el Bautista (Savannah)
La catedral de San Juan el Bautista es una catedral católica en Savannah, Georgia, ubicado en 222 Este de la calle Harris. Es la iglesia madre de la Diócesis de Savannah.

## Historia
La Congregación de San Juan Bautista fue creada por inmigrantes franceses en la primera parroquia de Savannah a finales del siglo XVIII. Ellos fueron a Savannah después de la revolución en Haití y muchos fueron nobles franceses que huían de la Revolución francesa.
El 30 de mayo de 1800, se construyó el primer edificio de la iglesia sobre una parcela en la Plaza Libertad construida para la congregación un año antes. Para 1804, la iglesia pedía más espacio, pero la ciudad no se la podía conceder ya que no había espacios vacíos. Sin embargo el 2 de agosto de 1811, la ciudad le concedió la petición de una gran parcela en Montgomery y Hull, pero la iglesia nunca fue construido allí. En lugar de ello, se construyó en Drayton y Perry.
En 1876, otro nuevo edificio fue construido a lo largo de Harris entre Abercorn y Lincoln. En 1898, esta estructura se incendió y quedó casi totalmente destruida. El entonces obispo de Savannah, Thomas A. Becker, dijo, mientras observaba la devastación, La Catedral debe ser reconstruida y tan pronto como sea posible.
La iglesia fue reconstruida a finales de 1899 y celebró su primera misa el 24 de diciembre de ese año. La catedral fue dedicada el 28 de octubre de 1900 por el Arzobispo Sebastián Martinelli. La Catedral de San Juan el Bautista sigue siendo una de las iglesias más grandes en el Sur de Estados Unidos.

### Renovación
Entre 1959 y 1963, el edificio pasó por una importante renovación. El edificio fue actualizado para incluir modernos sistemas de calefacción, refrigeración, iluminación, una nueva plaza, un nuevo púlpito y un nuevo altar. Entre 1984 a 1985, el edificio fue renovado de nuevo al reemplazar la antigua fundación de madera por hormigón armado. De septiembre de 1998 a noviembre de 2000, el tejado de la catedral fue sustituido, 50 vitrales de ventanas fueron renovadas al igual que su interior.